# سواري (مقاطعة تشرام)
سواري (بالفارسية: سواری) هي قرية تقع في قسم بشتة ذيلايي الريفي (مقاطعة تشرام) في إيران. يقدر عدد سكانها بـ 370 نسمة بحسب إحصاء 2016.